# Talsperre Žlutice

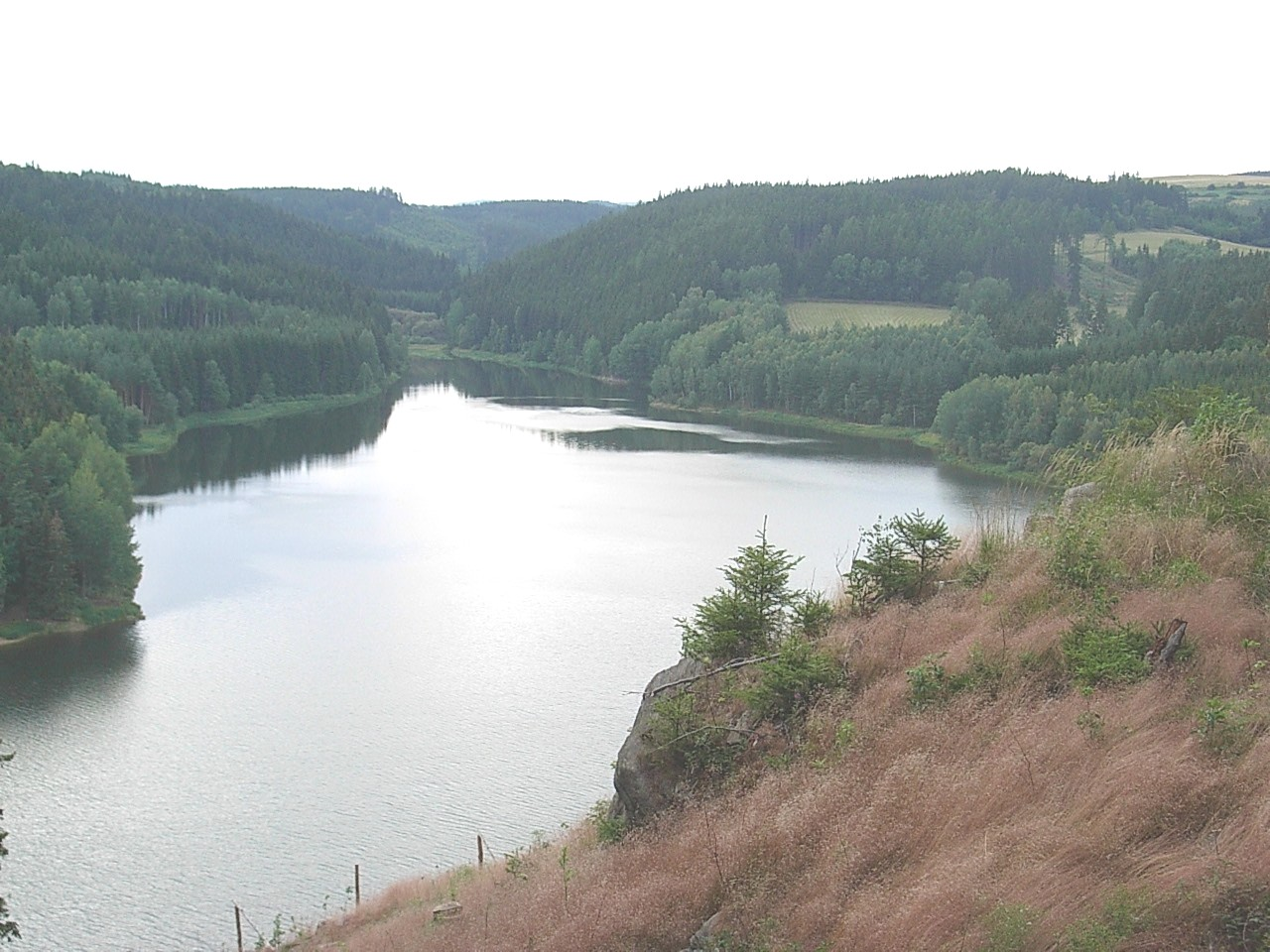
Blick von Süden über den Stausee ins Mündungstal des Ratibořský potok

Die Talsperre Žlutice (tschechisch Vodní nádrž Žlutice) ist ein Trinkwasserreservoir in Tschechien.

## Geographie
Sie befindet sich drei Kilometer westlich der Stadt Žlutice im Tepler Hochland. Gestaute Gewässer sind die Střela und der Ratibořský potok. Abflussgewässer ist die Střela. Der Stausee mit einer Wasserfläche von 161,5 ha erstreckt sich von der Staumauer unterhalb Verušice über 4,6 Kilometer nach Westen bis an die Berge Čerťák (651 m) und Čertův vrch (610 m) sowie nach Norden ins Mündungstal des Ratibořský potok.

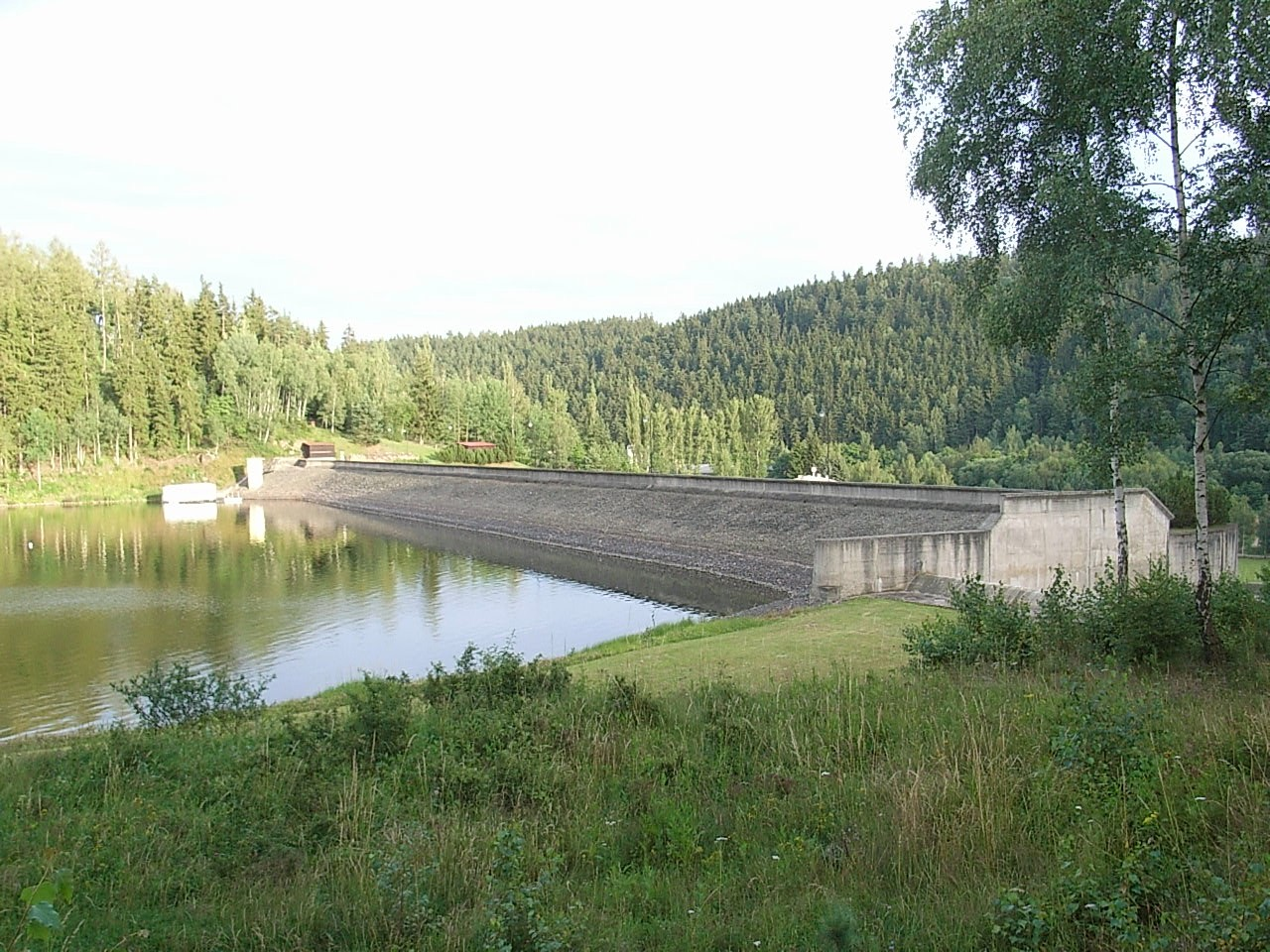
Blick von Westen über den Damm

Umliegende Ortschaften sind Skoky, Polom, Ratiboř, Verušice, Žlutice, Mostec, Přestání und Sovolusky.

## Geschichte
Die Talsperre wurde zwischen 1965 und 1968 errichtet. Der 27 m hohe und 235 m lange Steinschüttdamm wurde an einer Schmalstelle des Střelatales am Fuße der Kuppe Na Skále zwischen der früheren Toffelmühle und dem Dorf Dolánky angelegt. Mit der Errichtung der Talsperre wurden die im Stauraum befindlichen Dörfer Dolánky und Mlyňany sowie die im Wassereinzugsgebiet gelegenen Orte Skoky und Martice aufgelöst. Die Dammkrone hat eine Breite von 3,1 m.

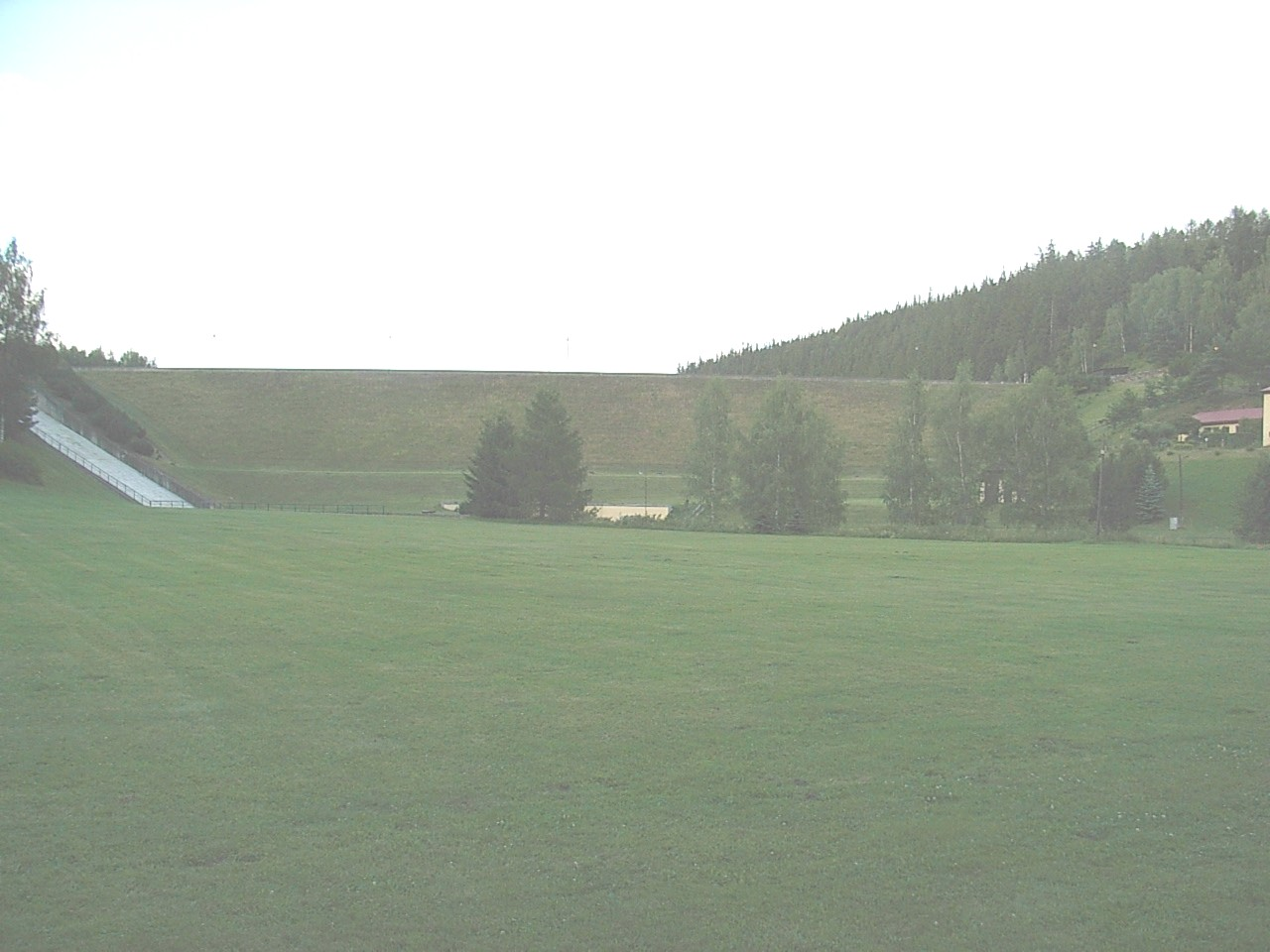
Dammansicht von Süden

Die Talsperre Žlutice fasst ständig eine Million m³ Wasser und dient der Trinkwasserversorgung Nordwestböhmens, insbesondere der Regionen von Podbořany, Toužim und Žatec. Ihr maximales Fassungsvermögen beträgt 14,54 Millionen m³ Wasser. Sie ist nicht zu Erholungszwecken nutzbar. Das Betreten der durchweg von Wäldern umgebenen Uferbereiche ist nicht gestattet.